# Френсіс Лі Маккейн
Френсіс Лі Маккейн (англ. Frances Lee McCain; 28 липня 1944, Йорк, США) — американська акторка.

## Біографія
Френсіс Лі Маккейн народилася в Йорку, штат Пенсільванія, і вирослтала у Нью-Йорку, Іллінойсі та Колорадо на додаток до Каліфорнії. Вона закінчила коледж Ріпон зі ступенем бакалавра філософії, а потім вивчала акторську майстерність у Центральній школі промови та драми в Лондоні. У 2000 році вона отримала ступінь магістра психології в Каліфорнійському інституті інтегральних досліджень.
Згодом вона повернулася до Нью-Йорка, де з'явилася на Бродвеї у виставі Вуді Аллена Play it Again Sam і поза Бродвеєм у виставі Ленфорда Вілсона Lemon Sky, створивши роль Керол. Вона приєдналася до Американського театру консерваторії в Сан-Франциско під керівництвом Вільяма Болла і грала різноманітні ролі в репертуарі.
Вона почала свою кар'єру в кіно і на телебаченні після того, як знялася разом з Джоном Войтом і Фей Данавей у «Трамваї «Бажання», згодом знявшись разом з Ронні Коксом у головній жіночій ролі в телевізійному серіалі CBS-TV «Шлях Apple» в 1974 році. Вона з'явилася в різноманітніх телевізійних серіалах та міні-серіалах протягом 1970-х років, у тому числі «Вашингтон: За зачиненими дверима» та епізод Квінсі ME «Eye Of The Needle», а також у «The Rockford Files» 1978 року в епізоді «The Prisoner of Rosemont Hall». У 1979 році вона з'явилася в "Реальному житті". У 1979 році вона з'явилася на ABC в телесеріалі 13 Queens Boulevard.
У 1980-х роках вона знімалася в кількох великих фільмах, зазвичай граючи матір головного героя. У 1984 році вона знялася у фільмі «Гремліни» в ролі Лінн Пельтцер, матері головного героя Біллі Пельтцера. Того ж року вона зіграла Етель Маккормак, матір персонажа Кевіна Бекона, у фільмі «На свободі». У 1985 році вона з'явилася у фільмі «Назад у майбутнє» в ролі Стелли Бейнс, матері Лорейн Бейнс. У 1986 році вона зіграла місіс Лачанс, матір Горді Лачанса (Віл Вітон), у драматичному фільмі «Стой біля мене».
Маккейн продовжила працювати на телебаченні після переїзду в район затоки Сан-Франциско наприкінці 1980-х років, а також з'явилася у фільмі «Крик» (1996) як мати героїв Роуз Макгоуен і Девіда Аркетта, а також Патча Адамса (1998).
У 2000 році вона здобула ступінь магістра психології в Каліфорнійському інституті інтегральних досліджень і продовжувала активно працювати в театрі в районі Сан-Франциско, доки не переїхала в Альбукерке, Нью-Мексико, у 2010 році. 
У 2004 році Маккейн ініціювала театральний проект, заснований на усних історіях робітників, відповідальних за будівництво та підтримку Лос-Аламоської національної лабораторії в Нью-Мексико, який отримав читання на семінарі в Lensic Center for Performing Arts у Санта-Фе, Нью-Мексико, а також у Національному музеї американських індіанців у Вашингтоні, округ Колумбія.
Вона є асоційованим артистом ZSpace Studio у Сан-Франциско та членом ансамблю AlterTheater Ensemble у Сан-Рафаелі, Каліфорнія.

## Фільмографія
- Поліцейський, що сміється (1973) — Повія
- Загін «Стиляги» (1973) — Еліс
- Оуен Маршалл, юридичний радник (1973) — Джина
- Новий Перрі Мейсон (1974) — Лорі Геден
- Шлях Еплів (1975) — Барбара Епл
- Лікарня лікарів (1975) — Енні Робер
- Шоу Боба Ньюгарта (1975) — Джанет
- Видіння (1976) — Дженні
- Файли Рокфорда (1978) — Леслі Каллахан
- Реальне життя (1979) — Жанетт Єгер
- Шосе Гонкі-Тонк (1981) — Клер Кало
- Текс (1982) - Місіс Джонсон
- Вільні (1984) — Етель Маккормак
- Гремліни (1985) — Лінн Пельтцер
- Зґвалтування Річарда Бека (1985) — Керолайн Бек
- Назад у майбутнє (1985) — Стелла Бейнс
- Вбивство у трьох актах (1986) —  Місс Мілрей
- Залишся зі мною (1986) — Місіс Лашанс
- Потрібно двоє (1988) — Джойс Роджерс
- The Lookalike (1990) — Др. Стамос
- Крик (1996) — Місіс Райлі
- Патч Адамс (1998) — Джуді
- Справжній злочин (1999) — Місіс Ловенштайн
- Ідеальний дім (2018) — Доріс
- Країна мрій (2019) — Теллер
- Афера по-голлівудськи (2020) — Мардж (Стара Акторка)
- Кінець дороги (2022) — Вал